# Миллер, Дэниел
Дэ́ниел Ми́ллер (англ. Daniel Miller, род. 14 февраля 1951 года) — британский музыкант, диджей и музыкальный продюсер, основатель лейбла Mute Records.

## Ранние годы
Дэниел Миллер впервые заинтересовался синтезаторной музыкой в Гилфордской школе актёрского мастерства, где он изучал кино и телевидение в 1968—71 годах. В конце 60-х он испытал разочарование в рок-музыке, к которой ранее тяготел. Примерно в это же время Миллер открыл для себя звучание таких немецких групп, как Can, Faust, Neu! и Kraftwerk. Эти группы создавали новое звучание, и это было как раз то, что он хотел слышать. Миллер работал диджеем в Швейцарии, и вернулся в Англию в самый разгар панка. Он начал слушать панк по причине энергичности и эмоциональности этой музыки. Он полюбил «самодельность», которая сопутствовала этому стилю, и которая впоследствии перешла и на электронную музыку. Стоимость синтезаторов становилась всё ниже, и это привело к появлению таких групп, как Throbbing Gristle и Cabaret Voltaire. Это вдохновило Миллера на создание собственной музыки. Подрабатывая на киностудии монтажёром, он собрал достаточно средств для покупки недорогого синтезатора Korg 700S и четырёхдорожечного магнитофона. Это привело к появлению The Normal.

## Mute Records
После возвращения из концертного тура Миллер нашёл груды демо на своём пороге. Причиной этому явилось то, что он указал свой адрес на обложке своего сингла «T.V.O.D.» / «Warm Leatherette» с целью пригласить желающих записаться в свою домашнюю студию. Поворотный для Миллера момент настал, когда он прослушал плёнку музыканта, называвшего себя Fad Gadget, запись которого ему очень понравилась. В 1979 году Mute начинает выпускать синглы Fad Gadget, начиная с «Back to Nature». Миллер вывел студию из своей квартиры на северо-западе Лондона. Незадолго до этого он подписал контракт с американским артистом Бойдом Райсом, также известным как NON.
Своим лейблом Миллер руководил долгие годы до тех пор, пока 10 мая 2002 года не продал его мейджор-лейблу EMI. Одной из возможных причин, по которой Миллер принял решение о продаже Mute Records, стала смерть Fad Gadget месяцем ранее.
22 сентября 2010 года EMI и Миллер подписали соглашение о сотрудничестве, по которому последний получил разрешение на использование марки Mute в деятельности своего второго рекорд-лейбла.

## Музыкальные проекты

### The Normal
В 1978 году Миллер под сценическим псевдонимом The Normal записал две песни, «T.V.O.D» и «Warm Leatherette». Обе песни представляли собой минималистичные электронные композиции, последняя была написана под впечатлением от романа «Автокатастрофа» Джеймса Балларда. Альбом 1980 года Live at West Runton Pavilion был выпущен совместно с Робертом Ренталом и представлял собой одностороннюю грампластинку (вторая сторона была «чистой») с одним 25-минутным треком.

### Silicon Teens
Другим ранним проектом Миллера была синтипоп-группа Silicon Teens, состоящая из четырёх виртуальных участников: Дэррил, Джеки, Пола и Дайен. Их продюсером был Ларри Лист (сам Дэниел Миллер). Все записи были произведены самим Миллером и сведены Эриком Рэдклиффом, который впоследствии будет работать со многими другими релизами, выпущенными на лейбле Mute. Альбом был озаглавлен Music for Parties (в переводе с англ. — «Музыка для вечеринок»), и состоял из классических рок-н-ролльных песен, таких как «Memphis, Tennessee» и «Just Like Eddie». Альбом имел успех, и некоторые мейджор-лейблы обращались к Миллеру с предложениями о сотрудничестве с группой, которая на самом деле не существует. Этот проект помог Миллеру выработать идею о полностью электронной подростковой поп-группе.

### Duet Emmo
Duet Emmo — это совместный проект Дэниела Миллера, Грэма Льюиса и Брюса Гилберта, созданный с целью выпуска альбома и сингла с одинаковым названием «Or So it Seems» в 1983 году. Льюис и Гилберт оба входили в состав группы Wire, которая распалась в 1979 году. Все трое были давними друзьями. Запись проводилась на студии Blackwing при участии Эрика Рэдклиффа. В то время Миллер был занят проектами Depeche Mode и Yazoo, а Льюис и Гилберт выпускали свой материал как Dome. Название «Duet Emmo» — это анаграмма от слов «Mute» и «Dome».

### Sunroof
Вместе со своим приятелем, музыкальным продюсером Depeche Mode Гаретом Джонсом Миллер выпустил несколько ремиксов под именем Sunroof. Начиная с песни «Oh Yeah» из альбома ремиксов 1997 года Sacrilege группы Can, имели место ремиксы на песни Neu!, Kreidler, Pizzicato Five, Goldfrapp, Faust, MGMT, Чарльза Уилпа и Future Bible Heroes.